# Казарян, Амаяк Левонович
Амаяк Левонович Казарян (1907 — 7 февраля 1944) — советский офицер, участник Великой Отечественной войны, Герой Советского Союза, капитан.

## Биография
Родился в 1907 году в селе Харанкопис Ванского вилайета Османской империи (ныне ил Ван, Турция) в семье крестьянина. В 1915 году семья Казаряна, спасаясь от геноцида армян, устроенного властями Османской империи, перебирается в Восточную Армению, находившуюся в составе Российской империи.
28 мая 1918 года в результате распада образовавшейся после революционных событий 1917 года Закавказской демократической федеративной республики была создана независимая Республика Армении, а 29 ноября 1920 года на её территории была провозглашена Армянская ССР. Живя в Советской Армении, Казарян заканчивает 4 класса средней школы, после чего в 1927 году вступает в ряды Красной Армии. В 1933 году заканчивает Кавказскую военную школу, в которую был направлен для повышения квалификации. Затем проходит обучение на курсах усовершенствования командного состава РККА, которые с отличием оканчивает в 1937 году. С началом в 1941 году Великой Отечественной войны находится с первых дней в действующей армии на полях сражений с немецко-фашистскими захватчиками в должности командира стрелкового батальона 818-го стрелкового полка (31-я стрелковая дивизия, 46-я армия, Юго-Западный фронт).
27 сентября 1943 года капитан Казарян со своим батальоном форсировал Днепр. В ожесточенных боях 2 октября в районе посёлка Аулы (Криничанский район Днепропетровская область), отразив несколько контратак противника, батальон овладевает населённым пунктом, захватив при этом склад с боеприпасами, 4 орудия, 2 миномёта и около 20 пулемётов, а также уничтожив десятки гитлеровцев. На следующий день, 3 октября, в бою за расширение плацдарма занял разъезд Воскобойня, перерезав тем самым железную дорогу.
6 февраля 1944 года в кровопролитных боях за село Юрчиха Каменского района Черкасской области капитан Казарян был тяжело ранен и на следующий день скончался. Похоронен в братской могиле близ села, за которое отдал жизнь. После смерти командованием был представлен к высшей награде Советского Союза.
Указом Президиума Верховного Совета СССР от 22 февраля 1944 года за образцовое выполнение заданий командования и проявленные мужество и героизм в боях с немецко-фашистскими захватчиками капитану Казаряну Амаяку Левоновичу посмертно присвоено звание Героя Советского Союза.

## Награды
- Медаль «Золотая Звезда» Героя Советского Союза;
- орден Ленина;
- орден Александра Невского.